# Maciej Kowalczyk
Maciej Kowalczyk (ur. 6 marca 1977 we Wrocławiu) – polski piłkarz.

## Kariera
Wychowanek wrocławskich klubów Włókniarz, Parasol i Ślęza. W 1998 rozpoczął profesjonalną karierę piłkarską w Ceramice Opoczno.
W I lidze zadebiutował 13 sierpnia 2000 roku w barwach Śląska Wrocław w meczu z Polonią Warszawa, wygranym przez drużynę ze stolicy 3:1. Po zakończeniu sezonu powrócił do Ceramiki Opoczno.
3 lipca 2002 przeszedł do ukraińskiego Arsenału Kijów i już 7 lipca 2002 debiutował w Wyższej Lidze Ukrainy w zremisowanym bezbramkowo meczu z Szachtarem Donieck. W 2002 również bronił barw farm klubu Borysfen Boryspol.
Latem 2006 powrócił do Polski i podpisał kontrakt z Koroną Kielce. W rundzie wiosennej sezonu 2007/2008 grał na wypożyczeniu w Widzewie Łódź, a latem 2008 odszedł do Lechii Gdańsk. Od lipca 2011 był zawodnikiem Kolejarza Stróże. Tygodnik "Piłka Nożna" przyznała mu tytuł "Pierwszoligowiec Roku" w plebiscycie za 2012. W barwach Kolejarza został królem strzelcem w sezonie I ligi w sezonie 2012/2013 (zdobył 22 gole z 47 wszystkich zespołu).
W czerwcu 2013 roku został zawodnikiem Olimpii Grudziądz.

## Problemy z prawem
17 lipca 2013 roku w trakcie spotkania Olimpii z Wartą Poznań został aresztowany przez Centralne Biuro Śledcze. Zawodnik miał brać udział w zorganizowanej grupie przestępczej handlującej narkotykami, która działała na terenie Nowego Sącza. Ostatecznie okazał się niewinny.